# Tách biệt xã hội
Tách biệt xã hội là "một trạng thái trong các mối quan hệ xã hội được phản ánh bởi mức độ tích hợp thấp hoặc các giá trị chung và mức độ xa cách hoặc cô lập cao giữa các cá nhân, hoặc giữa một cá nhân và một nhóm người trong cộng đồng hoặc môi trường làm việc". Đó là một khái niệm xã hội học được phát triển bởi một số nhà lý thuyết cổ điển và đương đại. Khái niệm này có nhiều cách sử dụng cụ thể về kỷ luật và có thể đề cập đến cả trạng thái tâm lý cá nhân (chủ quan) và một loại mối quan hệ xã hội (khách quan).

## Lịch sử
Thuật ngữ xa lánh/tách biệt đã được sử dụng qua các thời đại với ý nghĩa đa dạng và đôi khi trái ngược nhau. Trong lịch sử cổ đại nó có thể có nghĩa là một siêu cảm giác đạt được một trạng thái cao hơn của chiêm nghiệm, cực thích hoặc hòa hợp-trở thành xa lạ với một sự tồn tại hạn chế trên thế giới, theo một nghĩa tích cực. Các ví dụ về cách sử dụng này đã được truy tìm đến các nhà triết học tân sinh như Plotinus (trong thuật ngữ alloiosis của Hy Lạp). Từ lâu cũng đã có những khái niệm tôn giáo bị tách rời hoặc cắt đứt khỏi Thiên Chúa và những người trung thành, xa lánh theo nghĩa tiêu cực. Tân Ước đề cập đến thuật ngữ apallotrioomai trong tiếng Hy Lạp, nghĩa là "bị xa lánh". Ý tưởng về sự ghẻ lạnh từ Thời Hoàng kim, hoặc do sự sụp đổ của con người, hoặc tương đương gần đúng trong các nền văn hóa hoặc tôn giáo khác nhau, cũng được mô tả là khái niệm về sự cách biệt/xa lánh. Một cảm giác xa lạ tích cực và tiêu cực kép được thể hiện rộng rãi trong các niềm tin tâm linh được gọi là Thuyết ngộ đạo.